# Блуръгард К. Казу
Блуръгард К. Казу (на английски: Blooregard Q. Kazoo) или за по-кратко Блу (Bloo) е въображаем приятел, който е герой от американския анимационен сериал „Домът на Фостър за въображаеми приятели“. Кийт Фъргюсън го озвучава.
Той е висок около 60 см и тежи около 14 кг, когато е сух. Когато Мак бил на 3 години, той създал Блу, но когато Мак станал на 8 години, майка му казала, че е твърде голям за въображаемия си приятел. Блу открил, че Домът на Фостър за въображаеми приятели е подходящото място, където той да живее. Той е единствения въображаем приятел, който не е за осиновяване.
Мак идва всеки ден на гости (най-късно в 15:00 ч.) при Блу, за да не бъде осиновен. Мак му се пада не само, като създател и най-добър приятел, а и също баща. Теренс (големия брат на Мак), като чичо. Майката на Мак, като баба. Ред (въображаемия приятел на Теренс), като братовчед.
В по-стари профили на героите пише, че Блу e говорещо одеяло.

## Български дублаж
През 2009 г. Георги Стоянов озвучава Блу в сериала по локалната версия на Cartoon Network